# Municipio 9 Deweese
El municipio 9 Deweese (en inglés: Township 9, Deweese) es un municipio ubicado en el  condado de Mecklenburg en el estado estadounidense de Carolina del Norte. En el año 2010 tenía una población de 21.932 habitantes.

## Geografía
El municipio 9 Deweese se encuentra ubicado en las coordenadas 35°28′44.31″N 80°49′40.74″O / 35.4789750, -80.8279833.